# عملة جزيرة ماجدالين

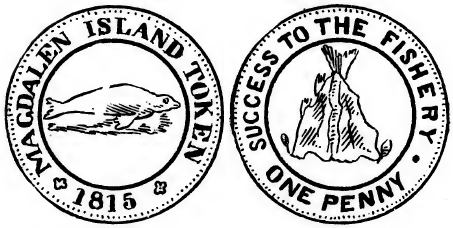
عملة جزيرة ماجدالين بيني توكن، كما هو موضح في كتاب بريتون " التاريخ المصوَّر للعملات المعدنية والرموز المتعلقة بكندا" (1894)

عملة جزيرة ماجدالين الرمزية عبارة عن عملة رمزية صُدرت في الأصل للاستخدام في تلك الجزيرة وفي جميع أنحاء كندا السفلى والمقاطعات البحرية في أوائل القرن التاسع عشر. صُدرت هذه الرمزية في عام 1815 من قبل السير إسحاق كوفين، الذي منحته الحكومة البريطانية الجزيرة كمكافأة على ولائه للتاج خلال الحرب الثورية الأمريكية. ورغم أنها ليست عملة نادرة، فمن الصعب العثور عليها في حالة غير مهترئة، وحتى أسعار القطع في أدنى الدرجات تميل إلى البدء من حوالي 100 دولار كندي وترتفع بسرعة من هناك.

## تاريخ

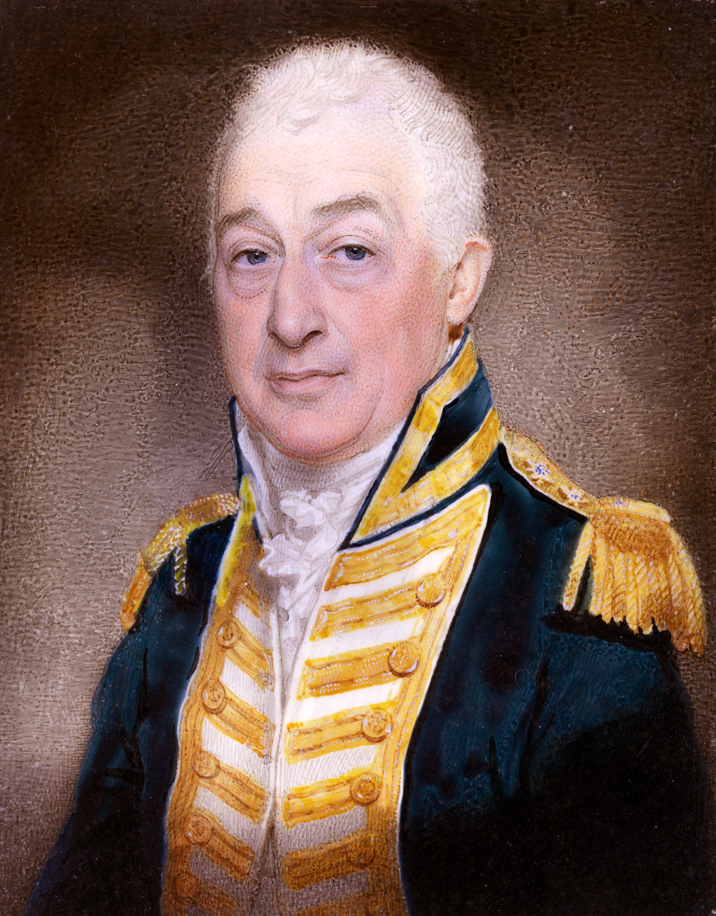
صورة لإسحاق كوفين (1759-1839)

تشكل جزر ماجدالين (بالفرنسية: Îles de la Madeleine) أرخبيلًا صغيرًا في خليج سانت لورانس بمساحة أرضية تبلغ 205.53 كيلومترًا مربعًا (79.36 ميلًا مربعًا). على الرغم من أنها أقرب إلى جزيرة الأمير إدوارد ونوفا سكوشيا، إلا أن الجزر تشكل جزءًا من مقاطعة كيبيك الكندية. وبينما كانت هناك نزاعات حدودية بين لابرادور وكندا السفلى حول الجزر، كان سكانها في الغالب فرنسيين ونُقلت الجزر إلى كندا السفلى بموجب قانون كيبيك لعام 1774.
كان السير إسحاق كوفين (16 مايو 1759 - 23 يوليو 1839) ضابطًا في البحرية الملكية خدم أثناء حرب الاستقلال الأمريكية والثورة الفرنسية والحروب النابليونية. في عام 1787 بدأ العمل في خليج سانت لورانس وأبدى اهتمامًا خاصًا بجزر ماجدالين. حذر مجلس الحاكم من أن سكان نيو إنجلاند يستغلون الثروة السمكية في الخليج ويتاجرون بشكل غير قانوني مع سكان هذه الجزر. مُنحت الجزر إلى كوفين، وهو أحد الموالين الأميركيين الذي حرم من تراثه نتيجة حرب الاستقلال، في عام 1798 تقديراً لخدماته الجيدة.
خطط كوفين لإقامة نظام إقطاعي في جزر ماجدالين، وقام بتوزيع العملات المعدنية في المرة الوحيدة التي زار فيها الجزيرة. كانت محاولاته لجذب المستوطنين أو طرد المستوطنين الذين وصلوا من سان بيير وميكلون غير ناجحة. استاء السكان المحليون من أساليبه الاستبدادية، حيث كانوا يهتفون "فويتز الملك جورج والملك كوفين!" (ويب الملك جورج والملك كوفين) أثناء مغادرته للجزيرة.
في حين قيل إن عملة البنس كانت قليلة الاستخدام من قبل سكان الجزيرة، إلا أن هذه العملات كانت متداولة بشكل جيد حيث يتوفر عدد قليل من الأمثلة في درجات أعلى. من الواضح أن العديد منها شُحنت إلى نوفا سكوشا، حيث تشير مقالات الصحف المعاصرة في ذلك الوقت إلى أنهم كانوا يتداولون بين التجار في هاليفاكس.

## تصميم
كان أحد الحقوق التي طالب بها كوفين هو الحق في سك النقود، وأمر بسك البنسات بواسطة إدوارد توماسون من برمنغهام، من تصميم ربما صنعه النقاش توماس هاليداي، المعروف أنه عمل مع توماسون في هذا الوقت. يصور الوجه الأمامي للعملة ختمًا على كتلة من الجليد. وقد نقش عليها "رمز جزيرة ماجدالين" مع ظهور التاريخ "1815" في الأسفل. يظهر على ظهر العملة المعدنية سمك القد المقطّع ويقول نقشها "النجاح لمصايد الأسماك"، متبوعًا بقيمة "بنس واحد". يشير سمك القد والنقش الموجود على الوجه الخلفي إلى صناعة صيد الأسماك التي كانت ضرورية لاقتصاد الجزر.

## دراسة العملات
ذُكرت مثال على عملة جزيرة ماجدالين لأول مرة في كتالوج جمعه توماس شارب من مجموعة السير جورج تشيتويند. وصف شارب حافة الرمز بأنها "مزخرفة على شكل هاليداي"، وذكر اسم توماس هاليداي، الذي يُعتقد أنه ابتكر القوالب الخاصة بالرمز. كما ذُكرت أيضًا في المجلد الثالث من المسح الشامل الذي أجراه جوزيف نيومان للعملات النحاسية والذي نُشر عام 1863.

كتب عالم العملات الكندي آر دبليو ماكلاتشلان عن عملة جزيرة ماجدالين في كتابه علم العملات الكندي عام 1886، قائلًا "لم أتمكن من معرفة أي شيء عن تاريخها، لكنني أعتقد أنها استوردها بعض تجار الأسماك الكبار مقابل العملات المعدنية، والتي كانت نادرة في ذلك الوقت على الجزر". عاد إلى هذا الموضوع في مقال لاحق نُشر في "المجلة الكندية للآثار والعملات المعدنية"، حيث اكتشف أن إنتاج العملة المعدنية وُصف في مذكرات السير إدوارد توماسون، الذي قال إنه قام بالعمل التالي خلال عام 1815:
لقد قمت هذا العام بتصنيع كمية كبيرة من الرموز للأدميرال السير إسحاق كوفين، بارت، الذي هو المالك الوحيد والملك، كما أطلق على نفسه، لجزر ماجدالين، الواقعة في خليج سانت لورانس، في أمريكا الشمالية. كانت معظمها مصنوعة من النحاس، من فئة البنس ونصف البنس. ... بمجرد شطب كمية كبيرة من هذه العملات، أبحر السير إسحاق بها، معبأة في براميل، وأخذ معه مكبس سك قوي وآلات، وقوالب جاهزة للنقش، لإنشاء ما أسماه دار سك صغيرة لرعيته، لتصنيع عملاتهم المعدنية للمستقبل...
لاحظ ماكلاتشلان أنه لم يُعثر على أي عينة من هذه العملة المعدنية التي تبلغ قيمتها نصف بنس والتي وصفها تومسون، واقترح أن تومسون يتذكر خطأً أنه ضربها لإسحاق. وتكهن ماكلاتشلان أيضًا بأن كوفين كان في عجلة من أمره، وأرسل القوالب الخاصة بنصف البنس مع مكبس سك العملة بهدف سك هذه العملة الرمزية على الجزيرة، وأن مكبس سك العملة والقوالب الخاصة بهذه العملة الرمزية الأخرى لم تُستخدم أبدًا. لا توجد أمثلة معروفة باقية من عملة ماجدالين التي تبلغ قيمتها نصف بنس، ولكن دراسة استقصائية حديثة للمبيعات النقدية المتعلقة بهذه العملة وجدت كتالوج بيع من عام 1871 ذكر مثالين من عملة نصف بنس (غير مصورة)، وكلاهما مدرج في حالة "جيدة". لم تظهر هذين المثالين مرة أخرى بعد ذلك، وتعرض كتالوج البيع لانتقادات في العام التالي في مجلة أمريكية لهواة جمع العملات بسبب الأخطاء المطبعية الواسعة النطاق.
قام عالم العملات الكندي بيير نابليون بريتون بتوضيح عملة البنس في كتابه "التاريخ المصوَّر للعملات والرموز المتعلقة بكندا" (1890)، ووضعها في المرتبة الأولى بين سلسلة رموز كيبيك، ورقمها 520 في كتالوجه. في هذا الكتاب يذكر أيضًا أصولها مع السير إسحاق كوفين، ويقول إن العملات المعدنية وزعت بشكل رئيسي على الجزيرة "عن طريق القروض بين كبار الرجال في الجزر". وقد أعطى ندرتها (على مقياس من 10 نقاط، حيث أن "10" هي الأندر)، بـ 2½.
وتوصلت دراسات أكثر حداثة للرمز إلى أنه نادر في حالة جيدة أو أفضل، وأن الضربات التجارية غير المتداولة أكثر ندرة من النسخ القليلة التي سُكت. يُعتقد أن هذه الرموز أُنتجت من مجموعة واحدة من القوالب، مع إظهار بعض عينات الإثبات علامات إعادة القطع.

## فهرس
- McLachlan، R. W. (أبريل 1886). "The Magdalen Islands Coinage". The Canadian Antiquarian and Numismatic Journal. ج. 13 ع. 2: 78–80.
- Breton، P. N. (1894). Illustrated History of Coins and Tokens Relating to Canada. P.N. Breton & Co.{{استشهاد بكتاب}}:  صيانة الاستشهاد: ref duplicates default (link)
- Kleeberg، John M.، المحرر (2016). Canada's Money. American Numismatic Society. ISBN:9780897222525.
- McLachlan، R. W. (1886). Canadian Numismatics: A Descriptive Catalogue of Coins, Tokens and Medals Issued or Relating to the Dominion of Canada and Newfoundland. Privately printed for the author.{{استشهاد بكتاب}}:  صيانة الاستشهاد: ref duplicates default (link)
- Neumann، Josef (1863). Beschreibung der bekanntesten Kupfermünzen Vol. 3. Eigenthum und verlag des verfassers.
- Thomason، Sir Edward (1845). Sir Edward Thomason's Memoirs During Half a Century Vol. 1. Longman, Brown, Green, and Longmans.
- Willey، Robert C. (2011). The Annotated Colonial Coinages of Canada. PetchNet.

## روابط خارجية
- صور من عملة البنس الواحد
- CoinsAndCanada.com: جزيرة ماجدالين - 1815
- أموال كندا